# Powiat Szécsény
Powiat Szécsény (węg. Szécsényi járás) – jeden z sześciu powiatów komitatu Nógrád na Węgrzech. Siedzibą władz jest miasto Szécsény.

## Miejscowości powiatu Szécsény
- Endrefalva
- Hollókő
- Ludányhalászi
- Magyargéc
- Nagylóc
- Nógrádmegyer
- Nógrádsipek
- Nógrádszakál
- Piliny
- Rimóc
- Szécsény
- Szécsényfelfalu
- Varsány